# Keisuke Sakaiya
Keisuke Sakaiya (japanisch 堺屋 佳介 Sakaiya Keisuke; * 7. Mai 2005 in der Präfektur Fukuoka) ist ein japanischer Fußballspieler.

## Karriere
Keisuke Sakaiya erlernte das Fußballspielen in der Jugend von Sagan Tosu. Hier unterschrieb er am 1. Februar 2024 auch seinen ersten Profivertrag. Der Verein aus Tosu spielt in der ersten Liga. Sein Erstligadebüt gab Keisuke Sakaiya am 16. März 2024 (4. Spieltag) im Heimspiel gegen Cerezo Osaka. Bei der 0:2-Heimniederlage wurde er in der 68. Minute für Yūsuke Maruhashi eingewechselt.